# Indische tentschildpad
De Indische tentschildpad (Pangshura tentoria) is een schildpad uit de familie Geoemydidae. De schildpad moet niet verward worden met de Indische dakschildpad, die tot dezelfde familie van schildpadden behoort maar tot een ander geslacht. De soort werd voor het eerst wetenschappelijk beschreven door John Edward Gray in 1834. Oorspronkelijk werd de wetenschappelijke naam Emys tentoria gebruikt. 
De Indische tentschildpad werd lange tijd tot het niet langer erkende geslacht Kachuga gerekend en werd later in het geslacht Batagur geplaatst. In de literatuur worden hierdoor verschillende verouderde wetenschappelijke namen gebruikt.

## Uiterlijke kenmerken
De tentschildpadden danken de naam aan de sterke kiel op het rugschild, die iets vooraan het midden een kenmerkend, doorn-achtig uitsteeksel heeft dat doet denken aan een tent. De maximale schildlengte van deze soort is ongeveer 26 centimeter, het schild is lichtbruin met een gele tot oranje streep op het midden van de kiel. Het buikschild is langwerpig en smal van vorm en lichtgeel van kleur, met op iedere buikplaat een zwarte vlek. De kop heeft geen opvallende kenmerken en is groen tot grijs met een oranje vlek achter het oog, de kaken zijn geel tot oranje van kleur. De nek is grijs en soms gestreept, de poten en staart zijn grijs en niet gevlekt, in tegenstelling tot gelijkende soorten. Mannetjes zijn van vrouwtjes te onderscheiden door een langere en dikkere staart en een buiten het schild uitstekende cloaca.

## Algemeen
De Indische tentschildpad komt voor in Azië: in Bangladesh en India. De habitat bestaat uit rivieren, de schildpad zont graag. De vrouwtjes produceren twee legsels per jaar die bestaan uit drie tot tien eieren. Als de jongen uit het ei kruipen zijn ze zo'n 2,7 tot 3,5 centimeter lang. Het voedsel bestaat zowel uit plantaardig als dierlijk materiaal, de vrouwtjes hebben een bijna herbivoor dieet, juvenielen en mannetjes eten meer dierlijk voedsel.

## Ondersoorten
Er worden drie ondersoorten erkend, die verschillen in het uiterlijk en het verspreidingsgebied. 
- Ondersoort Pangshura tentoria tentoria
- Ondersoort Pangshura tentoria circumdata
- Ondersoort Pangshura tentoria flaviventer